# Rotzeit
Die Rotzeit (auch Sperrzeit) ist ein Begriff der Verkehrstechnik und bezeichnet die Zeitspanne zwischen dem Ende der Übergangszeit (Gelbzeit) und dem Beginn der Freigabezeit (Grünzeit) einer Lichtsignalanlage. Es kann je nach Steuerung zwischen dem Rotsignal und dem Grünsignal ein Rot-Gelbsignal eingefügt sein. Dieses Übergangssignal (auch Rot-Gelbzeit tRG genannt) zwischen der Rotzeit und der Grünzeit muss mindestens 1 Sekunde betragen.
Die Rotzeit tR wird dem Verkehrsteilnehmer üblicherweise durch ein rotes Signal angezeigt. Der Verkehrsteilnehmer darf dann nicht in die Kreuzung einfahren und muss an der Haltlinie warten, bis er das Freigabesignal erhält. 